# Solana de la Gargalla
La Solana de la Gargalla és una solana del terme municipal de Conca de Dalt, a l'antic terme d'Hortoneda de la Conca, al Pallars Jussà, en territori que havia estat de l'antic poble de Perauba.
Es troba a migdia de les Roques de Brunet, a la dreta de la llau de Perauba i de la llau de Brunet meridional.